# Oxypterna isoformis
Oxypterna isoformis är en insektsart som beskrevs av Moeed 1971. Oxypterna isoformis ingår i släktet Oxypterna och familjen gräshoppor. Inga underarter finns listade i Catalogue of Life.